# Gordon Fairweather
Pour les articles homonymes, voir Fairweather.
Robert Gordon Lee Fairweather, né le 27 mars 1923 à Rothesay au Nouveau-Brunswick, Canada, et mort le 24 décembre 2008 à Saint-Jean au Nouveau-Brunswick est un avocat et un homme politique canadien.

## Biographie
Gordon Fairweather suit des études de droit à l'Université du Nouveau-Brunswick, obtient son diplôme en 1955 puis son doctorat à la faculté de Droit de Toronto.
Il est ensuite réserviste dans la marine royale canadienne durant la Seconde Guerre mondiale, avec le grade de capitaine de corvette.
Il entre par la suite au Barreau en 1949, entame une carrière de juriste à Saint-Jean et est nommé au Conseil de la Reine en 1958.
Sa carrière politique commence le 22 septembre 1952 lorsqu'il est élu député conservateur du Comté de Kings à l'Assemblée législative du Nouveau-Brunswick, siège qu'il gardera jusqu'au 1er juin 1962. Il se lance ensuite en politique fédérale et est élu député de la circonscription de Royal le 18 juin 1962. Il est réélu pour la même circonscription en 1963 et 1965, puis en 1968, 1972 et 1974 pour celle de Fundy—Royal jusqu'à sa démission le 1er septembre 1977.
De 1977 à 1987, il est commissaire en chef de la Commission canadienne des droits de la personne puis président de la Commission de l'immigration et du statut de réfugié du Canada de 1989 à 1992.

## Décorations
- 1978 : Officier de l'Ordre du Canada
- 2005 : Ordre du Nouveau-Brunswick

## Archives
Il y a un fonds Gordon Fairweather à Bibliothèque et Archives Canada. Le numéro de référence archivistique est R3816.